# Гравюрен кабинет (Берлин)
Берлинският гравюрен кабинет (на немски: Kupferstichkabinett Berlin) е художествена колекция от гравюри на Държавните музеи на Берлин.
Счита се за най-крупната сбирка на гравюри в Германия. Във фондовете на музея се съхраняват повече от 500 хиляди гравюри и около 110 хиляди други произведени (рисунки, пастели и акварели). Гравюрният кабинет се намира в Културфорума близо до Потсдамския площад в района на Тиргартен.

## История
Гравюрният кабинет е основан през 1831 г. на основата на художествена колекция от 2500 рисунки и акварели, придобити от курфюрст Фридрих Вилхелм през 1652 г. и съхранявани в придворната библиотека. Колекцията се увеличава през XIX век за сметка на придобиването на крупни частни колекции, например колекцията на генерал Карл Фердинанд Фридрих фон Наглер през 1835 г., включваща повече от 50 хиляди произведения, преимуществено печатна графика от XV—XVII век, а също така рисунки на Албрехт Дюрер, Матиас Грюневалд, Георг Флегел и други стари немски майстори. В последващите десетилетия колекцията се попълва с други ценни експонати, в това число, илюстрации на Сандро Ботичели към „Божествена комедия“ на Данте.

## Колекция
- Албрехт Дюрер, „Портрет на мъж“
- Албрехт Дюрер, „Портрет на майката на художника“
- Албрехт Дюрер, „Жена“
- Албрехт Дюрер, „Себастиян Брант“
- Георг Флегел, Натюрморт с папагал
- Ханс Холбайн Младия, Амброзий и Ханс Холбайн
- Джентиле Белини,  „Автопортрет“
- Библия „Хамилтън“
- Карл Фридрих Шинкел, „По „Вълшебната флейта“ на Моцарт“